# Crkva sv. Duje u Dujmovači
Crkva sv. Duje u Dujmovači nalazi se u Splitu, Hrvatska, u Solinskoj ulici.

## Opis
Crkva je jednobrodna kamena građevina koju je 1747.dao sagraditi Splićanin Petar Bakić, đakovački biskup, na temeljima antičke građevine, na mjestu na kojem su, prema legendi, otpočinuli Splićani kada su u 7. st. prenosili kosti sv. Dujma iz Solina u Split. Glavno pročelje ima ulaz s profiliranim nadvratnikom, flankiranim sa svake strane visokim pravokutnim prozorom sa segmentnim lukom, a vrh pročelja je preslica s jednim otvorom za zvono. Iznad portala je je grb biskupa Bakića te ploča s natpisom koja, osim godine gradnje, spominje i vrelo koje je upravo na tom mjestu poteklo iz kamena za vrijeme prijenosa tijela sv. Dujma u Split. Crkva i njezin okoliš obnovljeni su 1998. godine.

## Zaštita
Pod oznakom Z-3861 zavedena je kao nepokretno kulturno dobro - pojedinačno, pravna statusa zaštićena kulturnog dobra, klasificiranog kao sakralna graditeljska baština.

## Vanjske poveznice
|  | Zajednički poslužitelj ima još gradiva o temi Crkva sv. Duje u Dujmovači |